# 秋葉實
秋葉 實（あきば みのる、1926年6月29日 - 2015年4月11日）は、日本の歴史研究家。江戸時代の探検家・松浦武四郎研究の第一人者で、北海道紋別郡遠軽町丸瀬布地域（旧丸瀬布町）の郷土史研究や、丸瀬布地域の住民有志でつくる任意団体「山脈（やまなみ）文化協会」発行の地域新聞『山脈』の編集、北海道遺産選定の蒸気機関車「雨宮21号」の動態保存などにも貢献した。

## 経歴
1926年（大正15年）、北海道紋別郡遠軽村ムリイ（現・遠軽町丸瀬布武利）生まれ。1940年、東京市深川区（現・江東区）の材木店の養子となったあと、陸軍少年通信兵学校を修了したが、養子先の一家が東京大空襲で全滅したため、終戦後の復員にともない出身地の丸瀬布に戻り、丸瀬布郵便局に勤務した。丸瀬布連合青年団の機関紙の形で1948年に誕生した地域新聞『山脈』の創刊に携わり、のち1953年から1989年まで、36年間にわたって同紙の編集長を務めた。丸瀬布地域の郷土史研究にも取り組んで1963年には丸瀬布郷土史研究会の発足に関わり、町史編集委員として『丸瀬布町史』（1974年）、『新丸瀬布町史』（1994年）の編集を手がけた。
『山脈』編集長として丸瀬布の郷土史編集を任され、資料収集を始めた1960年代前半、北海道大学附属図書館北方資料室（札幌市）で、丸瀬布の「ムリイ」の記述がある松浦武四郎の安政年間の日誌「廻浦日記」に出会ったことが契機となり、武四郎研究に力を注いだ。武四郎の著作の現代語訳に取り組んで研究書を数多く発表し、1975年に着手した「丁巳・戊午日誌」の解読には10年をかけた。1984年から2009年まで「松浦武四郎研究会」の2代目会長を務め、1988年には北海道文化賞、2009年には北海道新聞文化賞を受賞した。
また、間宮林蔵には子がなく直系の子孫はないとされていたが、秋葉は2002年（平成14年）、松浦武四郎の記録や聞き取り調査によって林蔵とアイヌ女性との間に娘が生まれ、北海道内にその子孫（間見谷喜昭）がいることを突き止めた。
丸瀬布の基幹産業だった林業を支えた存在として、旧武利意森林鉄道の蒸気機関車「雨宮21号」（武利意森林鉄道18号形蒸気機関車21号機）の保存運動にも尽力した。地元有志に呼びかけて処分費用10万円を積み立て、1957年に行われる予定だった廃車・解体を直前で阻止するとともに、1969年には群馬県沼田市に新設された林野庁の研修施設（現・林野庁森林技術総合研修所林業機械化センター）の展示物として、保存していた丸瀬布営林署の敷地から運びだそうとした林野庁側の計画に反対する署名活動を町とともに行い、1976年の丸瀬布町への移管と再整備、1980年の動態保存開始に道筋を付けた。

## 主な編著書
- 『蝦夷山川地理取調日誌』（いずれも松浦武四郎 著、秋葉實 編、北海道出版企画センター）
  - 『丁巳東西蝦夷山川地理取調日誌：安政四年 上』
  - 『丁巳東西蝦夷山川地理取調日誌：安政四年 下』
  - 『戊午東西蝦夷山川地理取調日誌 上』
  - 『戊午東西蝦夷山川地理取調日誌 中』
  - 『戊午東西蝦夷山川地理取調日誌 下』
- 『松浦武四郎選集』（全6巻・別巻、松浦武四郎 著、秋葉實 翻刻・編、北海道出版企画センター）
- 『松浦武四郎知床紀行』（北海道出版企画センター、2006年）
- 『豊島三右衛門 釧路地方地名考』（豊島三右衛門 著 ; 秋葉實 解読 ; 三宅正浩・戸部千春 編、北海道出版企画センター、2024年）